# گایوس کالپورنیوس پیسو (توطئه‌گر)
گایوس کالپورنیوس پیسو (انگلیسی: Gaius Calpurnius Piso; ۱ ژانویهٔ ۰۰۵۰ – میلادی ۶۵) سیاستمدار، و پرسنل نظامی اهل روم باستان بود. در قرن اول سناتور رومی بود. او شخصیت اصلی توطئه پیسو در سال ۶۵ پس از میلاد، معروف‌ترین و گسترده‌ترین توطئه علیه تاج و تخت امپراتور نرون بود.